# باديس بن حبوس
 باديس بن حبوس الصنهاجي ثالث حكام طائفة غرناطة في عهد ملوك الطوائف.

## سيرته
خلف باديس أباه عام 428هـ. حاول ابن عمه يدير بن حباسة بن ماكسن منازعته الملك في البداية، ودبر مؤامرة لقتله لولا أن كشفها له وزير يهودي في بلاطه يدعى إسماعيل بن النغرالة، ففر يدير ومعاونوه في المؤامرة إلى إشبيلية. وفي شوال 429هـ، حاول زهير الصقلبي حليف أبيه مهاجمة غرناطة، فلقيه باديس معاتبًا قرب غرناطة، فأغلظ زهير لباديس القول، فغادره باديس غاضبًا. كان باديس قد أمر رجاله بهدم قنطرة في مؤخرة قوات زهير، ورتّب عدد من الكمائن لجيش زهير. وفي الصباح، هاجم باديس جيش زهير في معركة هُزم فيها زهير وقُتل، وغنم منها باديس مغانم كثيرة. ثم استغل باديس الموقف واستولى على جيان من طائفة ألمرية. وفي عام 431هـ، شارك إلى جانب زعماء البربر في معركتهم مع جيش إسماعيل بن عباد المهاجم لقرمونة، وهزموه في معركة قُتل فيها إسماعيل بن عباد.
وفي عام 438هـ، خلع محمد بن إدريس المهدي بالله ابن عمه إدريس العالي بالله عن عرش مالقة، فلجأ إدريس إلى باديس لمعاونته على استرداد عرشه، إلا أنهما فشلا في هزيمة المهدي. في العام التالي، حاول باديس من طريق آخر أن ينزع المهدي عن عرش مالقة، عن طريق الدعوة محمد بن القاسم المهدي بالله صاحب الجزيرة الخضراء، إلا أنهم فشلوا أيضًا في انتزاع المهدي. عندئذ تحيّن باديس الفرصة حتى عام 449 هـ حين اعتلى عرش مالقة محمد المستعلي بالله، فهاجم مالقة واستولى عليها. عمل باديس بعد أن استولى على مالقة على تحصينها، فبنى قلعتها القوية.
ترك باديس الشأن الداخلي في إمارته لوزيره اليهودي يوسف بن نغرالة، الذي استأثر بالسلطات ونصّب العمال والجباة من اليهود. وقد أبدى ابن نغرالة همة في جمع الأموال، جعلت له حظوة عند باديس. أثار ذلك الاستئثار والتملك حسد بلقين أكبر أبناء باديس، فعمل على الإيقاع بابن نغرالة. أدرك ابن نغرالة نوايا بلقين، فدعاه للشراب، ودس له سمًا في شرابه مات بعده بلقين بيومين عام 456 هـ، واتهم فيها بعض جواري القصر. وفي عام 458 هـ، راسل أهل مالقة المعتضد بن عباد يدعونه لضم مالقة، وتخليصهم من الحكام البربر، فأرسل لهم جيشا يقوده ابناه جابر والمعتمد، لكنهما فشلا في هزيمة حاميتها، ثم ما لبث أن أدرك باديس المدينة، وهزم جيش بني عباد وفر جابر والمعتمد بجيشهما إلى رندة.
أحس يوسف بن نغرالة بعد ذلك بتغير باديس عليه، فراسل المعتصم بن صمادح صاحب ألمرية يدعوه للاستيلاء على غرناطة. كان المعتصم وباديس أصدقاء منذ أن ساعد باديس المعتصم عندما أراد ابن أبي عامر استرداد ألمرية. كانت غرناطة في تلك الفترة تتأجج ضد اليهود لما أرهقوا به الناس من شدة في الجباية والمعاملة إرضاءً للأمير. وزاد ذلك ما كان يتداول من شعر أبي إسحاق الألبيري الذي دعا فيه أهل غرناطة للثورة على ظلم اليهود بين العامة. أدى ذلك إلى اشتعال الثورة في 10 صفر 459هـ، بعد أن حدثت مشادة في قصر ابن نغرالة، خرج على إثرها عبد وأشاع أن ابن صمادح سيهاجم المدينة. هاجم الناس القصر، وقتلوا ابن نغرالة، وهاجموا اليهود في كل مكان وفتكوا بعدد كبير منهم. واستغل ابن صمادح الاضطراب في غرناطة وضم وادي آش. سار باديس بعد ذلك لقتال ابن صمادح، بمعاونة من المأمون بن ذي النون صاحب طليطلة على أن يتنازل له عن مدينة بسطة، وبدأ بمهاجمة وادي آش، استسلمت وادي آش، ثم اعتذر ابن صمادح لباديس وعادت الأمور بينهما إلى سابقها. ثم أقنعه أحد وزرائه بانتزاع بياسة من يد علي بن مجاهد العامري، ونجح باديس في ذلك.
توفي باديس في 20 شوال عام 465هـ، ومملكته تمتد من بسطة شرقاً حتى إستجة ورندة غرباً، وبياسة وجيان شمالا حتى البحر جنوباً. ومن أعماله إتمام بناء مدينة غرناطة، وبناء قصر الحمراء، وإحاطته بسور، إضافة إلى بنائه لقلعة مالقة التي لا تزال موجودة إلى اليوم.